# Zuidelijk Min

Varianten van het Zuidelijke Min.

Het Zuidelijk Min of Minnanyu (Min: Banlamgu) is een Min-subtaal, vooral gesproken in de Chinese provincies Zuid-Fujian, Oost-Guangdong en op Taiwan. Het Zuidelijk Min is een variant binnen de Min-dialecten.

## Classificatie
- Sino-Tibetaanse talen
  - Chinese talen
    - Min
      - Zuidelijk Min

## Hoofddialecten en dialecten in het Zuidelijk Min
- Chaoshanhua (gesproken in Oost-Guangdong)
  - Chaozhouhua
  - Shantouhua
- Hokkien (gesproken in Zuidoost-Fujian en Taiwan)
  - Zanrenhua
  - Quanzhouhua
  - Xiamenhua
  - Zhangzhouhua
  - Taiwanees

## Fujian
De provincie Fujian werd vroeger in het buitenland Hokkien (spreek uit als "Hok-kjen") genoemd, zo heet de provincie ook in het Zuidelijk Min-dialect. Een variant van het zuidelijke Min-dialect staat dan ook bekend als het Hokkien.
Het dialect wordt gesproken in het gebied ten zuiden (nan) van de rivier de Min, vandaar Minnan.
Op het eiland Quemoy (Kinmen), eigenlijk deel van de provincie Fujian, die ook deel uitmaakt van de Republiek China (Taiwan) is Zuidelijk Min (Xiamenhua) de algemene omgangstaal.

## Taiwan
De Chinezen die vanaf de 17e eeuw naar Taiwan emigreerden waren vooral afkomstig uit de provincie Fujian (deze provincie ligt het dichtst bij Taiwan). Zij namen hun dialect mee, en daardoor spreekt een groot deel van de Taiwanezen Hokkien, aldaar noemt men het tegenwoordig Taiwanees (Taiyu).
Het eiland kwam na vertrek van het Japanse leger in 1945, onder het bewind van Chiang Kai-shek en zijn Kwomintang, die zich in 1949 van het Chinese vasteland terugtrokken op Taiwan. Zij waren grotendeels vastelanders, en de meesten van hen spraken Mandarijn, geen Taiwanees. De officiële taal van Taiwan werd Standaardmandarijn. Het Taiwanees spreken werd onderdrukt. Kinderen die bijvoorbeeld op school Taiwanees spraken kregen straf.
Nadat Taiwan in 2000 onder het bewind was gekomen van de Democratische Progressieve Partij onder leiding van de pro-onafhankelijkheidskandidaat Chen Shui-bian, werd het gebruik van Zuidelijk Min aangemoedigd. Het spreken van een eigen taal of dialect, anders dan die van vasteland van China, versterkt de eigen nationale identiteit. De onafhankelijkheidsgezinde president Chen Shui-bian houdt dan ook veel van zijn toespraken geheel in het Taiwanees.

## Guangdong
In het oosten van de provincie Guangdong liggen de stadsagglomeraties Jieyang, Shantou en Chaozhou. In deze gebieden wordt Chaozhouhua (潮州話) gesproken, een dialect, dat afgeleid is van het Zuidelijk Min.
Op het zuidelijke schiereiland Leizhou (Zhanjiang), bij Hainan, wordt de variant Leizhouhua gesproken.

## Hainan
Door de emigratie van Hoklo naar het eiland Hainan, spreekt een groot deel van de bevolking Zuidelijk Min, de plaatselijke variant wordt Hainanees genoemd.